# آورو ۵۲۸
آورو ۵۲۸ (به انگلیسی: Avro 528) یک هواپیمای ساختِ کارخانهٔ آورو در کشور بریتانیا است. این هواپیما در ۹ سپتامبر ۱۹۱۶ میلادی نخستین پرواز خود را انجام داد.